# Casus belli
Casus belli [kázus belí] je latinský výraz z mezinárodního práva, který označuje incident, událost nebo skutečnost postačující jako důvod, záminku nebo příležitost k vyhlášení války.

## Příklady
- Třetí pražská defenestrace v roce 1618 byla na počátku třicetileté války.
- Obléhání Fort Sumter vojsky Konfederace bylo rozbuškou americké občanské války
- Sarajevský atentát na rakouského následníka trůnu Františka Ferdinanda d'Este vedl Rakousko-Uhersko k vyhlášení války Srbsku a počátku první světové války.
- Fingované přepadení vysílačky v Gliwicích bylo oficiálním důvodem napadení Polska a začátku druhé světové války.
- Uzavření Tiránské úžiny v roce 1967 bylo válečným aktem, který rozpoutal šestidenní válku mezi Egyptem a Izraelem.
- Irácká invaze do Kuvajtu roku 1990 pro USA a jejich spojence představovala casus belli k válce v Perském zálivu
- Incident v Račaku a etnické čistky ze strany Srbů v Kosovu se stal důvodem pro letecké útoky NATO na Svazovou republiku Jugoslávie v roce 1999.
- Teroristické útoky 11. září 2001 se staly důvodem k válce proti terorismu.

## Operace pod falešnou vlajkou
Operace pod falešnou vlajkou se dá označit za takové casus belli, které byly provedeny jednotkami agresora proti vlastním cílům s cílem získat záminku pro napadení protivníka. Rozdíl je tedy v přímém úmyslu válku vyvolat, zatímco v ostatních případech je válka „nechtěným“ následkem. Přepadení vysílačky v Gliwicích je příkladem zdokumentované operace pod falešnou vlajkou.